# Xinling shi
Xinling shi (chinesisch 心靈史 / 心灵史, Pinyin Xīnlíng shǐ – „Geschichte der Seele“) ist ein historischer Roman des Hui-Chinesen Zhang Chengzhi (1948–). Der Roman beschreibt eine islamische Aufstandsbewegung des Jahriyya-Menhuan gegen die Qing-Regierung. Er erschien 1991 im Huacheng-Verlag.